# Portia crassipalpis
Portia crassipalpis är en spindelart som först beskrevs av George William Peckham och Elizabeth Maria Gifford Peckham 1907.  Portia crassipalpis ingår i släktet Portia och familjen hoppspindlar. Inga underarter finns listade i Catalogue of Life.